# Carmelo Valencia
Pour les articles homonymes, voir Valencia.
Carmelo Enrique Valencia Chaverra, né le 13 juillet 1984 à Tutunendo en Colombie, est un footballeur international colombien, qui évolue au poste d'attaquant.

## Biographie

### Carrière en club
Avec les clubs de l'Atlético Nacional et La Equidad, Carmelo Valencia dispute 4 matchs en Copa Libertadores, pour un but inscrit, et 9 matchs en Copa Sudamericana, pour 3 buts inscrits,.

### Carrière internationale
Carmelo Valencia compte trois sélections avec l'équipe de Colombie entre 2007 et 2008.
Il est convoqué pour la première fois en équipe de Colombie par le sélectionneur national Jorge Luis Pinto, pour un match amical contre le Mexique le 22 août 2007. Il commence la rencontre comme titulaire, et sort du terrain à la 46e minute de jeu, en étant remplacé par Radamel Falcao. Le match se solde par une victoire 1-0 des Colombiens.
Il reçoit sa dernière sélection le 3 juin 2008 contre la France, lors d'un match amical. La rencontre se solde par une défaite 1-0 des Colombiens.

## Palmarès

### En club
- Avec l'Atlético Nacional
  - Champion de Colombie en Ouv. 2007 et Cl. 2007

### Distinction personnelle
- Meilleur buteur du Championnat de Colombie en Cl. 2012 (9 buts)